# Бехербах-бай-Кірн
Бехербах-бай-Кірн (нім. Becherbach bei Kirn) — громада в Німеччині, розташована в землі Рейнланд-Пфальц. Входить до складу району Бад-Кройцнах. Складова частина об'єднання громад Кірн-Ланд.
Площа — 8,41 км2. Населення становить 386 ос. (станом на 31 грудня 2020).